# 連環画報

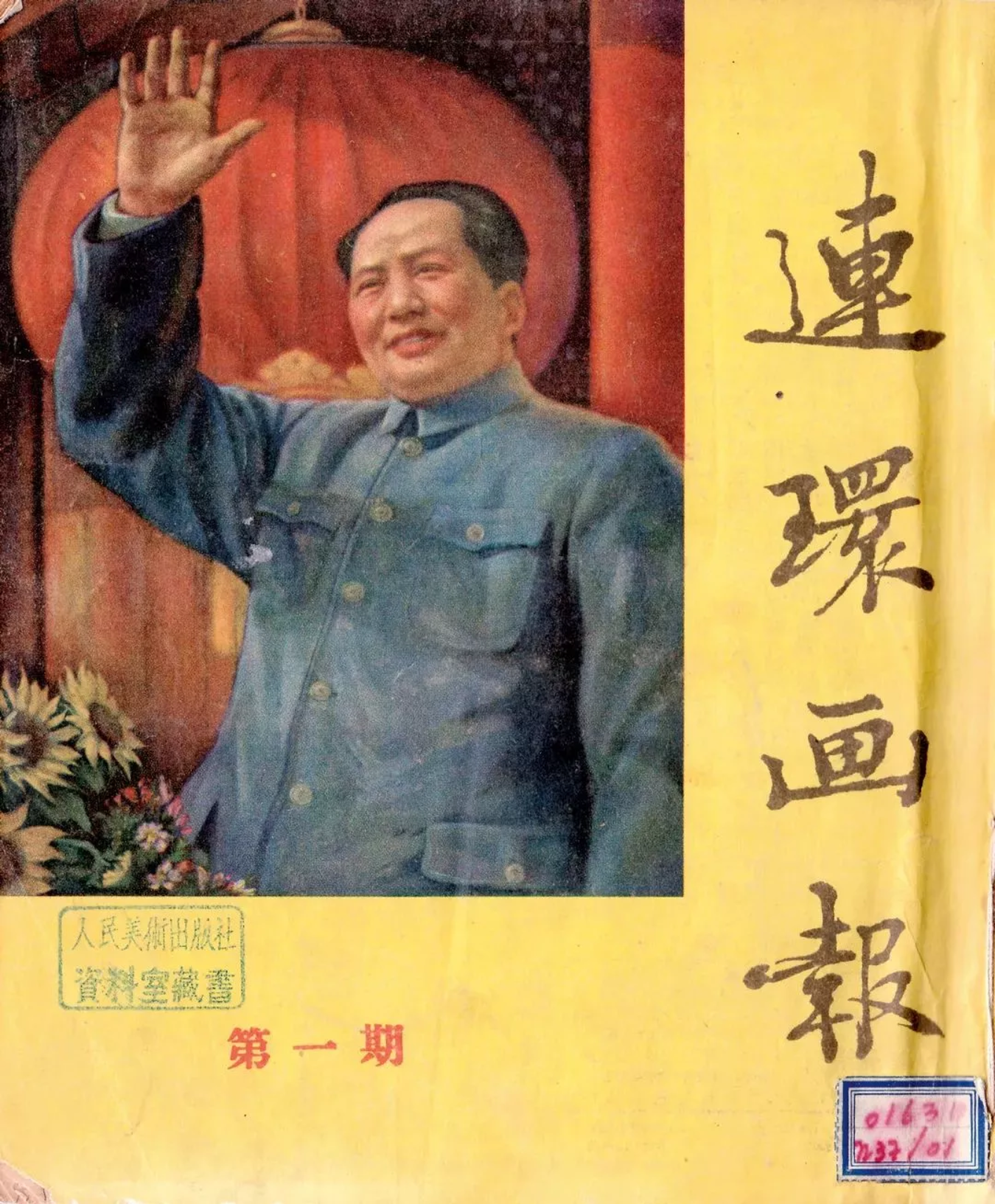
1951年の『連環画報』創刊号の表紙の油絵に描かれた、毛沢東が天安門で手を振る様子

『連環画報（れんかんがほう）』は、連環画を掲載する中国の定期刊行物。1951年に創刊された。1999年1月に、新たに創設された中国出版総社のもとで、中国美術出版社が創った『連環画報』と、もと中国連環画出版総社が創った『中国連環画』という二種類の月刊誌が合併して『連環画報』の誌名が継承された。